# Cunctochrysa kannemeyeri
Cunctochrysa kannemeyeri är en insektsart som först beskrevs av Peter Esben-Petersen 1920.  
Cunctochrysa kannemeyeri ingår i släktet Cunctochrysa och familjen guldögonsländor. Inga underarter finns listade i Catalogue of Life.